# Charles Spurgeon
Charles Haddon Spurgeon (19. června 1834, Kelvedon – 31. ledna 1892, Mentone, Francie) byl anglický baptistický kazatel a hlasatel evangelia, jeden z nejvlivnějších kazatelů všech dob.

## Život a rodina
Narodil se v Kelvedonu v Essexu 19. června 1834 ve zbožné anglické rodině. Byl jedním ze 17 dětí, ovšem pouze 8 z nich se dožilo dospělosti. Jeho otec i jeho dědeček byli kazatelé evangelia. Ve svých šesti letech poprvé četl knihu Johna Bunyana "Cesta poutníka" (The Pilgrim's Progress) a později tuto knihu četl ještě nejméně stokrát. Od svých deseti let hledal Boha a spásu. Po pěti letech hledání se ukryl před sněžením v metodistickém kostelíku a slyšel ne příliš zdařilé kázání na text Izajáš 45,22: „Pohleďte na mě a dojdete spásy všechny dálavy země.“ Toho dne se Spurgeon setkal s Kristem. Ježíš Kristus se stal jeho vyznáním na celý život: „Nestydím se označovat za kalvinistu, nemám rozpaky nazývat se baptistou, ale pokud se mě ptají, co je moje vyznání, odpovídám: ,Je to Ježíš Kristus.‘“
Brzy sám začal kázat a v 19 letech byl zvolen kazatelem v Londýnském baptistickém sboru (New Park Street Church), kde zůstal dalších 38 let a kázal až do své smrti. Do svých 20 let Spurgeon kázal více než 600 kázání.

Roku 1856 se oženil se Susannah Thompson. Ta ho velmi podporovala a pomáhala mu především ve vydavatelské činnosti. Od svých 33 let však musela zůstat doma připoutaná na vozík kvůli své invaliditě. Z toho důvodu nemohli mít další děti kromě dvojčat Charlese a Thomase. Oba jeho synové se stali kazateli - Thomas nastoupil na místo svého otce v Metropolitan Tabernacle a Charles ml. převzal péči o sirotčinec, který založil jeho otec.

V roce 1856 se stala v kostele tragédie, kdy nějací muži zakřičeli: „Hoří!“ Po falešném poplachu bylo ušlapáno k smrti 7 lidí. Spurgeona tato tragédie poznamenala na celý život.
Trpěl depresemi a jinými psychickými problémy, dnou, později revmatismem a zánětem ledvin. Zemřel ve Francii, kde se léčil.

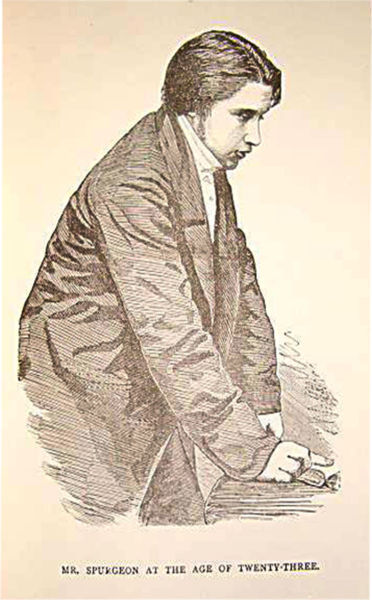
Charles Spurgeon ve věku 23 let

## Služba a teologie
Neměl žádné formální teologické vzdělání. Když se ucházel o univerzitní studium, domluvil si schůzku s ředitelem školy, která měla být jeho přijímacím pohovorem. Ovšem služka ho zavedla do jiného pokoje a nikomu neřekla o tom, že přišel, takže po několika hodinách čekání odešel. Později odmítl další pohovor, protože uvěřil, že Bůh k němu promluvil slovy: "Hledáš pro sebe velké věci? Nehledej je!"

Později založil kazatelský seminář, kterým prošlo 827 posluchačů a který pod názvem Spurgeon's College funguje dodnes.
Jeden posluchač řekl: “Slyšel jsem výborného kazatele dr. Parkera. Při jeho kázání jsem poznal, že je veliký řečník. Šel jsem si poslechnout Spurgeona a na jeho kázání jsem poznal, že Kristus je veliký Spasitel.“

Když zkoušel akustiku v obrovském sále Agricultural Hall, tak zakřičel: "Hle, Beránek Boží, který snímá hříchy světa." Jeden z dělníků, který pracoval vysoko v podkroví stavby, to uslyšel a díky tomu se stal křesťanem.
Přibývalo posluchačů a nestačil jim kostel, proto postavili Metropolitan Tabernacle s 5 a půl tisíci sedadly. Počet posluchačů však časem vzrostl na dvojnásobek míst. Někdy se dokonce stávalo, že Spurgeon požádal členy sboru, aby opustili shromáždění a uvolnili tak svá místa těm, kteří čekali venku. Obvykle byla místa opět okamžitě obsazená. Za svůj život kázal odhadem asi ke 10 milionům posluchačů.

Zveřejnil 3561 kázání v 63 svazcích s 28000 stranami. Je to nejčetnější sbírka kázání na světě.

V roce 1865 se prodalo 25 000 výtisků jeho kázání týdně a byla překládána do 20 jazyků.

Důkladná teologie byla pro Spurgeona taková, která je promyšlená, žitá a zvěstovaná. Jeho teologie vedla vždy k nějakému rozhodnutí.
Hlásil se ke kalvinismu a puritánství.
Jeho hlavní kazatelské důrazy byly:
- zvěstování cesty spasení s největší jednoduchostí a bez honosných frází,
- záchrana ztracených duší,
- doslovná inspirace Bible,
- kalvinistická doktrína předurčení.

Mezi posluchači byli např. i Dickens, Gladstone, Livingstone atd. Řídil nedělní školy, misijní podniky, kolportérskou činnost, zakládal domovy pro děti a nemocné. Vydal mnoho knih a jeho kázání vycházela tiskem.
Jednou dokonce kázal ze spaní a jeho žena to kázání zaznamenala. On je pak další den jenom přečetl.
Roku 1857 založil The Pastors' College, dnes fungující pod názvem Spurgeon´s College.
Životním heslem mu byl výrok G. Whitefielda: „Nechť raději mé jméno zanikne, ale jméno Ježíše ať trvá na věky.“

## Kontroverze
Bojoval proti biblické kritice i proti entuziastickému hnutí (předchůdce letničního a pozdějšího charismatického hnutí), jež obojí vznikalo v jeho době. Měl neshody s Baptistickou unií, kterou nakonec opustil. Jedním z důvodů bylo například její přijímání Darwinovy teorie.

## Dílo

### Publikováno v češtině
- Rada hledajícím (vyd. Poutníkova četba 2015)
- Jedině milostí (vyd. Poutníkova četba 2012)
- Katechismus Charlese H. Spurgeona (vyd. Poutníkova četba 2012)
- Úsvit víry a mračna nad ním - sbírka kázání (vyd. Poutníkova četba 2010)
- Články, kázání